# Baptista Mijares-Schreiber
Baptista Schreiber, puis Baptista Mijares-Schreiber, née le 6 avril 1886 à Stockholm et morte le 12 octobre 1956 à Karlskoga, est une artiste de cirque suédoise spécialisée dans le dressage équestre, puis directrice de cirque.

## Biographie
Baptista Schreiber naît à Stockholm en avril 1886. Elle est la fille de Johann Schreiber, artiste et directeur de cirque, et de Bertha Lindberg, actrice. Elle commence son apprentissage à l’âge de cinq ans par le funambulisme. Elle se produit dans le cirque géré par sa mère vers 1900, avant de se joindre au cirque Schumann à Berlin. Schreiber pratique dans un premier temps la voltige équestre, mais une blessure la contraint à se diriger plutôt vers le dressage pour la suite de sa carrière, notamment la haute école.
En 1913 ou 1914, son cheval habituel, un alezan, meurt subitement dans des circonstances mystérieuses ; Schreiber est alors engagée à l’Olympia, à Londres. La reine Alexandra de Danemark aurait, selon les sources, organisé un gala pour récolter des fonds pour que Baptista Schreiber puisse trouver une nouvelle monture à sa hauteur, ou fait offrir à l’écuyère un cheval blanc par son maître d’écuries.
Elle travaille pour le Cirque Roche en 1922 et présente aussi son numéro de haute école à l’Alhambra à Paris. La critique relève la précision de son travail et la grâce des figures choisies, qui « se rapprochent de la danse » ; sa renommée d’écuyère s’étend en Europe centrale.

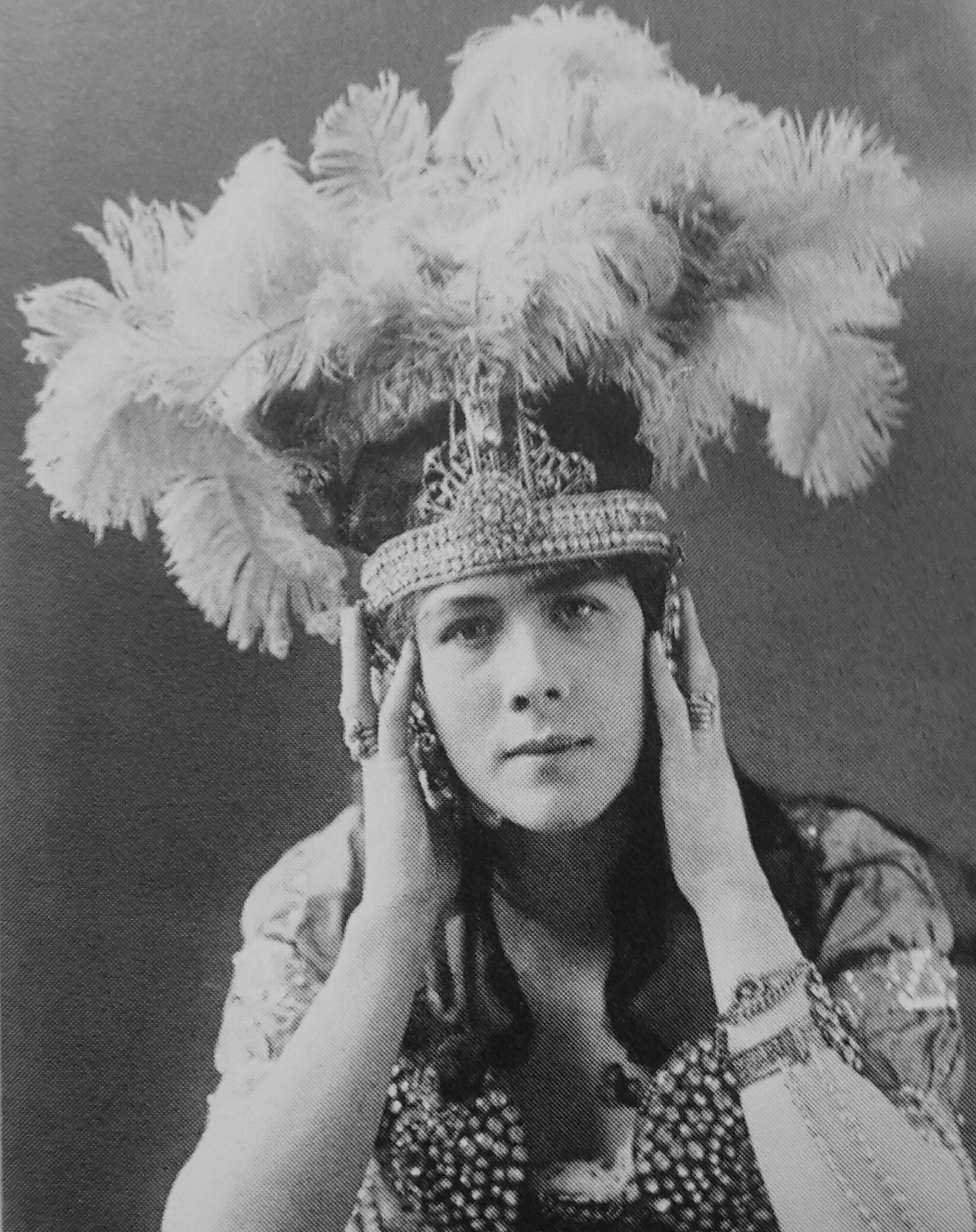
Baptista Schreiber en 1912.
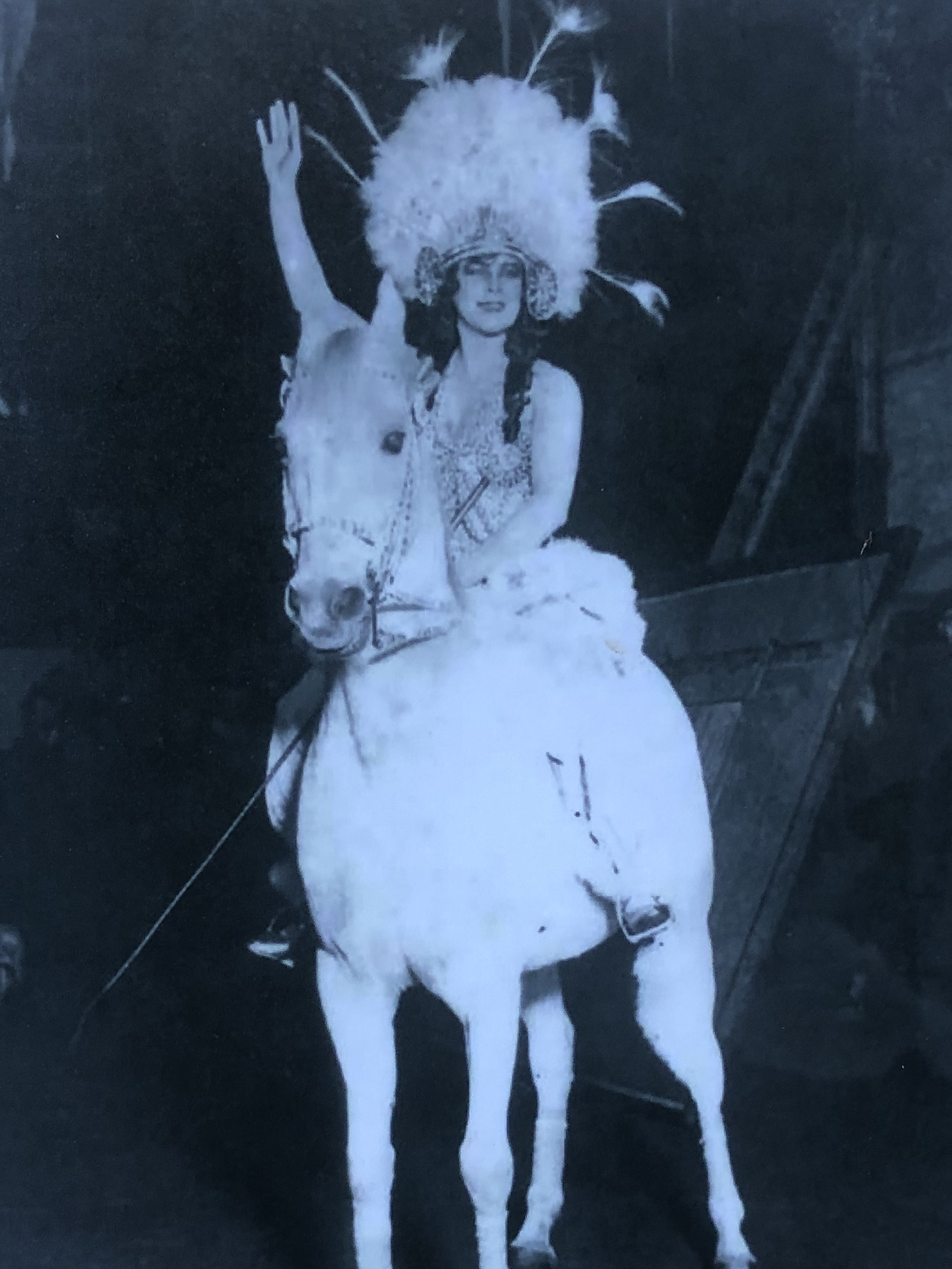
En représentation avec son cheval Menelik (avant 1931).

### Cirque Mijares-Schreiber
À partir des années 1930, le couple Mijares-Schreiber fonde son propre cirque, basé à Karlskoga les mois d'hiver et en tournée dans toute la Suède durant l’été.
En 1948, le cirque prend la route pour sa tournée d’été avec le plus grand chapiteau de Suède. Celui-ci, construit sur le modèle des grands chapiteaux de cirque américains, contient deux pistes, une scène et une piste dédiée aux chevaux ; il permet d’accueillir les 18 numéros présentés lors du spectacle.
À la mort de Chuy Mijares en 1955, son frère Manuel reprend une partie de ses missions et réorganise la troupe, qui prend le nom de « Grand Circus Mexico ».

## Vie personnelle
En 1912, elle rencontre son premier mari, le chanteur et acteur Otto Detlfessen ; il participe parfois à ses numéros en tant que chanteur, jusqu'à leur divorce en 1925.
Elle épouse en secondes noces, en 1927, Chuy Mijares, qui meurt en 1955 ; elle meurt l’année suivante à 70 ans, seulement deux ans après sa mère, morte en 1954 à 100 ans.

## Liens
- Ressource relative à l'audiovisuel :   - IMDb
- Notices dans des dictionnaires ou encyclopédies généralistes :   - Dictionnaire biographique suédois
  - Dictionnaire universel des créatrices
  - Nationalencyklopedin
  - Svenskt kvinnobiografiskt lexikon